# Halugondanahalli, Turuvekere
Halugondanahalli là một làng thuộc tehsil Turuvekere, huyện Tumkur, bang Karnataka, Ấn Độ.